# Sicyos cordifolius
Sicyos cordifolius là một loài thực vật có hoa trong họ Cucurbitaceae. Loài này được Rodríguez-Arévalo, Lira & Dávila mô tả khoa học đầu tiên năm 2004.